# São Sebastião (Setúbal)
São Sebastião – parafia (freguesia) gminy Setúbal i jednocześnie miejscowość w Portugalii. W 2011 zamieszkiwało ją 52 542 mieszkańców, na obszarze 19,64 km².